# Premio al mejor Baloncestista Masculino del Año de la Southern Conference

El Premio al mejor Baloncestista Masculino del Año de la Southern Conference (en inglés, Southern Conference Men's Basketball Player of the Year) es un galardón que otorga la Southern Conference al jugador de baloncesto masculino más destacado del año. El premio fue entregado por primera vez en la temporada 1951–52. Fred Hetzel de Davidson es el único jugador que ha ganado el premio en tres ocasiones (1963–65). Otros dieciséis jugadores lo han ganado dos veces, el más reciente Isaiah Miller de UNC Greensboro (2020-2021).
Davidson y Furman son las universidades con más premiados con trece. Ha habido ocho años con doble ganador a lo largo de la historia del galardón, pero solo uno (en la temporada 1970–71) ocurrió antes de la 1989–90. Ese año, el premio comenzó a ser seleccionado por los entrenadores y por los miembros de la prensa de la conferencia, por lo que se podían entregar dos premios. Cuando ambas partes seleccionan al mismo jugador, éste se convierte en el mejor jugador de la conferencia consensuado.
Entre los actuales miembros de la conferencia, solo Mercer y Samford no cuentan con ningún vencedor del premio.

## Ganadores

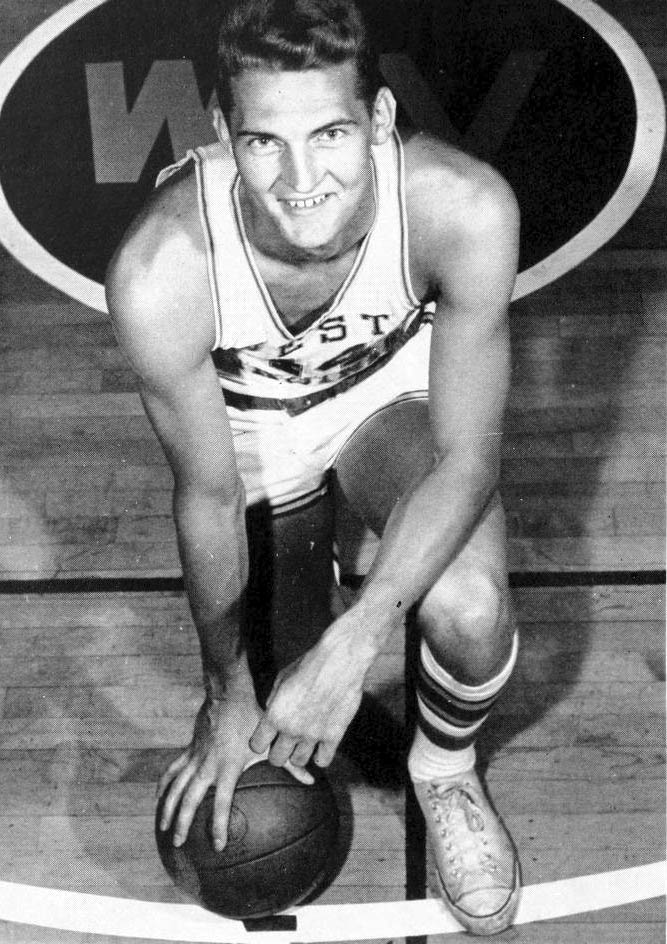
Jerry West ganó los premios de 1959 y 1960 con West Virginia.

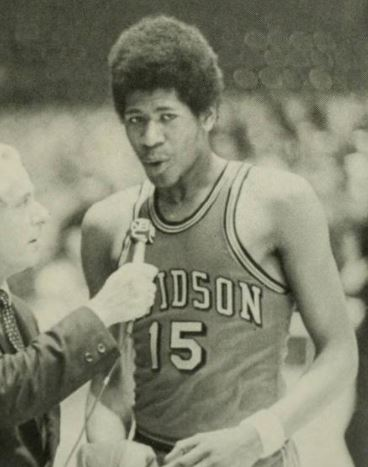
Mike Maloy de Davidson ganó el premio en 1969 y 1970.

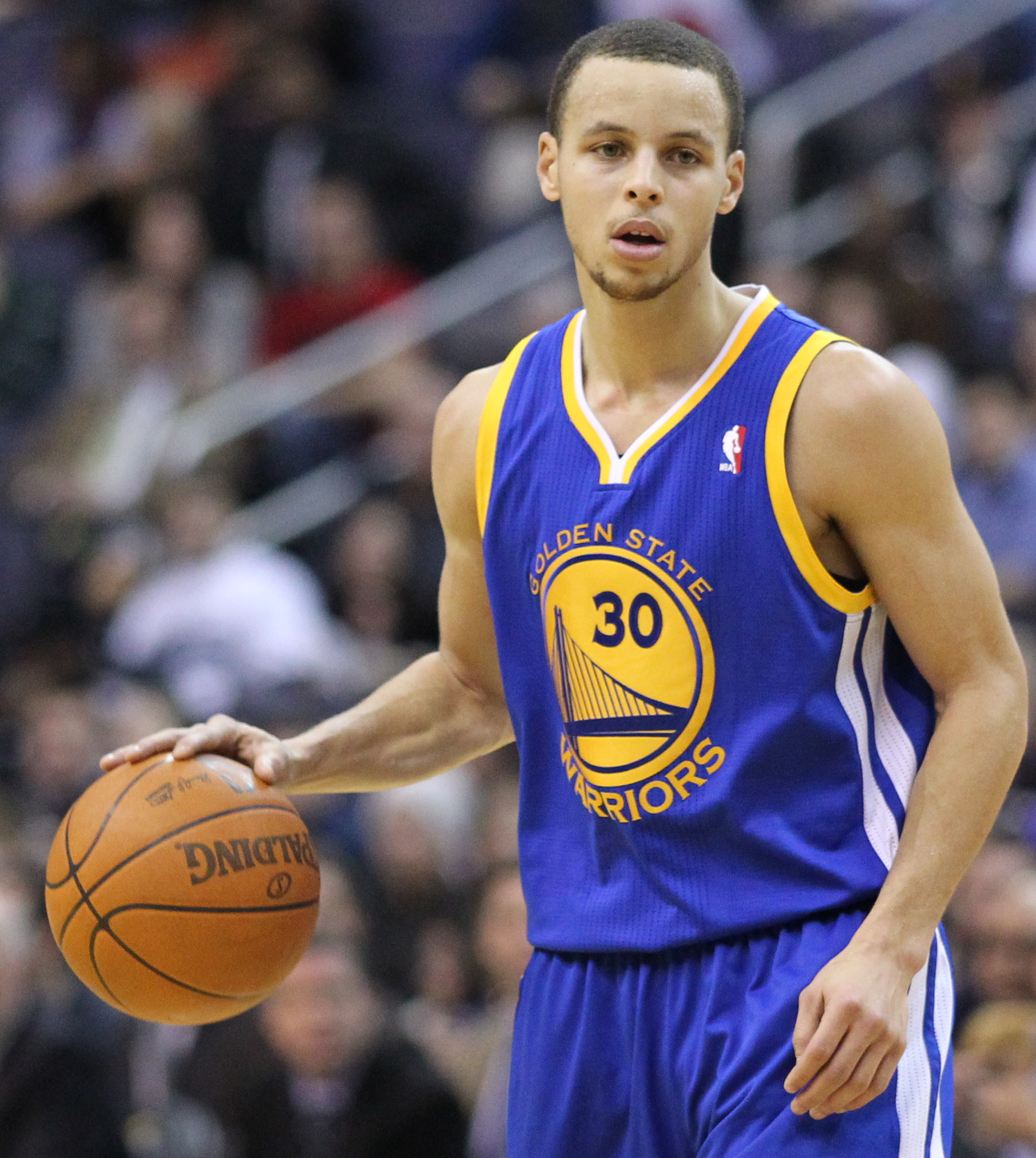
Stephen Curry ganó los premios de 2008 y 2009 con Davidson.

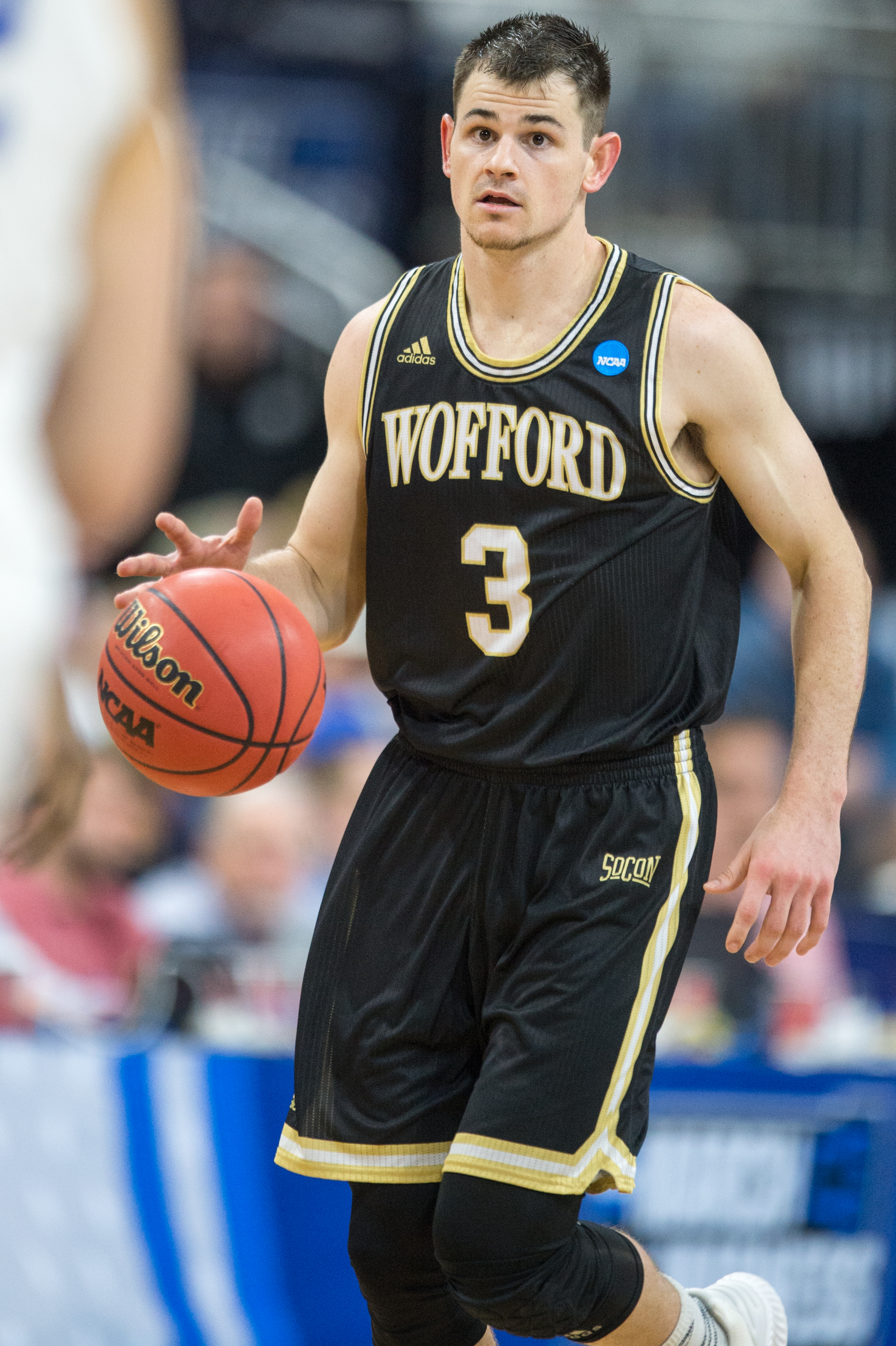
Fletcher Magee de Wofford ganó el premio en 2018 y 2019.

| †           | Co-Jugadores del Año                                                                                                |
| *           | Ganador del premio al mejor universitario del año: el Naismith College Player of the Year o el John R. Wooden Award |
| C           | Elección de los entrenadores de la SoCon (1990–presente)                                                            |
| M           | Elección de los miembros de la prensa de la SoCon (1990–presente)                                                   |
| Jugador (X) | Denota el número de veces que ha conseguido el galardón                                                             |

| Temporada | Jugador              | Universidad           | Posición               | Curso     |
| --------- | -------------------- | --------------------- | ---------------------- | --------- |
| 1951–52   | Dick Groat           | Duke                  | Escolta / Base         | Senior    |
| 1952–53   | Frank Selvy          | Furman                | Escolta                | Junior    |
| 1953–54   | Frank Selvy (2)      | Furman                | Escolta                | Senior    |
| 1954–55   | Darrell Floyd        | Furman                | Escolta / Base         | Junior    |
| 1955–56   | Darrell Floyd (2)    | Furman                | Escolta / Base         | Senior    |
| 1956–57   | Rod Hundley          | West Virginia         | Alero / Escolta        | Senior    |
| 1957–58   | Dom Flora            | Washington & Lee      | Base                   | Senior    |
| 1958–59   | Jerry West           | West Virginia         | Escolta / Base         | Junior    |
| 1959–60   | Jerry West (2)       | West Virginia         | Escolta / Base         | Senior    |
| 1960–61   | Jeff Cohen           | William & Mary        | Pívot                  | Senior    |
| 1961–62   | Rod Thorn            | West Virginia         | Base / Escolta         | Junior    |
| 1962–63   | Fred Hetzel          | Davidson              | Pívot / Ala-Pívot      | Sophomore |
| 1963–64   | Fred Hetzel (2)      | Davidson              | Pívot / Ala-Pívot      | Junior    |
| 1964–65   | Fred Hetzel (3)      | Davidson              | Pívot / Ala-Pívot      | Senior    |
| 1965–66   | Dick Snyder          | Davidson              | Escolta                | Senior    |
| 1966–67   | Johnny Moates        | Richmond              | Escolta / Base         | Senior    |
| 1967–68   | Ron Williams         | West Virginia         | Escolta / Base         | Senior    |
| 1968–69   | Mike Maloy           | Davidson              | Pívot                  | Junior    |
| 1969–70   | Mike Maloy (2)       | Davidson              | Pívot                  | Senior    |
| 1970–71†  | Jim Gregory          | East Carolina         | Pívot                  | Senior    |
| 1970–71†  | Tom Jasper           | William & Mary        | Alero                  | Senior    |
| 1971–72   | Russ Hunt            | Furman                | Alero / Escolta / Base | Junior    |
| 1972–73   | Aron Stewart         | Richmond              | Alero / Escolta        | Junior    |
| 1973–74   | Clyde Mayes          | Furman                | Ala-Pívot              | Junior    |
| 1974–75   | Clyde Mayes (2)      | Furman                | Ala-Pívot              | Senior    |
| 1975–76   | Rodney McKeever      | The Citadel           | Base                   | Junior    |
| 1976–77   | Ron Carter           | VMI                   | Escolta / Base         | Junior    |
| 1977–78   | Ron Carter (2)       | VMI                   | Escolta / Base         | Senior    |
| 1978–79   | Jonathan Moore       | Furman                | Alero                  | Junior    |
| 1979–80   | Jonathan Moore (2)   | Furman                | Alero                  | Senior    |
| 1980–81   | Charles Payton       | Appalachian State     | Pívot                  | Sophomore |
| 1981–82   | Willie White         | Chattanooga           | Escolta                | Sophomore |
| 1982–83   | Troy Lee Mikell      | East Tennessee State  | Escolta                | Senior    |
| 1983–84   | Regan Truesdale      | The Citadel           | Ala-Pívot / Pívot      | Junior    |
| 1984–85   | Regan Truesdale (2)  | The Citadel           | Ala-Pívot / Pívot      | Senior    |
| 1985–86   | Gay Elmore           | VMI                   | Alero                  | Junior    |
| 1986–87   | Gay Elmore (2)       | VMI                   | Alero                  | Senior    |
| 1987–88   | Skip Henderson       | Marshall              | Escolta                | Senior    |
| 1988–89   | John Taft            | Marshall              | Base                   | Sophomore |
| 1989–90†  | Keith JenningsC      | East Tennessee State  | Base                   | Junior    |
| 1989–90†  | John TaftM (2)       | Marshall              | Base                   | Junior    |
| 1990–91   | Keith Jennings (2)   | East Tennessee State  | Base                   | Senior    |
| 1991–92†  | Terry BoydM          | Western Carolina      | Escolta / Base         | Senior    |
| 1991–92†  | Keith NelsonC        | Chattanooga           | Base                   | Senior    |
| 1992–93   | Tim Brooks           | Chattanooga           | Base                   | Senior    |
| 1993–94†  | Chad CopelandC       | Chattanooga           | Escolta / Base         | Senior    |
| 1993–94†  | Frankie KingM        | Western Carolina      | Escolta / Base         | Junior    |
| 1994–95   | Frankie King (2)     | Western Carolina      | Escolta / Base         | Senior    |
| 1995–96   | Anquell McCollum     | Western Carolina      | Escolta                | Senior    |
| 1996–97   | Johnny Taylor        | Chattanooga           | Alero                  | Senior    |
| 1997–98†  | Bobby PhillipsC      | Western Carolina      | Alero                  | Sophomore |
| 1997–98†  | Chuck VincentM       | Furman                | Ala-Pívot / Pívot      | Senior    |
| 1998–99   | Sedric Webber        | College of Charleston | Alero                  | Senior    |
| 1999–00   | Tyson Patterson      | Appalachian State     | Base                   | Senior    |
| 2000–01   | Jody Lumpkin         | College of Charleston | Pívot                  | Senior    |
| 2001–02†  | Dimeco ChildressC    | East Tennessee State  | Escolta                | Senior    |
| 2001–02†  | Jason ConleyM        | VMI                   | Escolta / Alero        | Freshman  |
| 2002–03   | Troy Wheless         | College of Charleston | Escolta                | Senior    |
| 2003–04   | Zakee Wadood         | East Tennessee State  | Alero                  | Senior    |
| 2004–05   | Brendan Winters      | Davidson              | Escolta                | Junior    |
| 2005–06   | Elton Nesbitt        | Georgia Southern      | Base                   | Senior    |
| 2006–07   | Kyle Hines           | UNC Greensboro        | Ala-Pívot              | Junior    |
| 2007–08   | Stephen Curry        | Davidson              | Escolta / Base         | Sophomore |
| 2008–09   | Stephen Curry (2)    | Davidson              | Escolta / Base         | Junior    |
| 2009–10†  | Noah DahlmanC        | Wofford               | Alero                  | Junior    |
| 2009–10†  | Donald SimsM         | Appalachian State     | Base                   | Junior    |
| 2010–11   | Andrew Goudelock     | College of Charleston | Escolta / Base         | Senior    |
| 2011–12†  | De'Mon BrooksC       | Davidson              | Alero                  | Sophomore |
| 2011–12†  | Jake CohenM          | Davidson              | Ala-Pívot              | Junior    |
| 2012–13   | Jake Cohen (2)       | Davidson              | Ala-Pívot              | Senior    |
| 2013–14   | De'Mon Brooks (2)    | Davidson              | Alero                  | Senior    |
| 2014–15   | Karl Cochran         | Wofford               | Escolta                | Senior    |
| 2015–16   | Stephen Croone       | Furman                | Escolta                | Senior    |
| 2016–17   | Devin Sibley         | Furman                | Escolta                | Junior    |
| 2017–18†  | Desonta BradfordC    | East Tennessee State  | Base                   | Senior    |
| 2017–18†  | Fletcher MageeM      | Wofford               | Escolta                | Junior    |
| 2018–19   | Fletcher Magee (2)   | Wofford               | Escolta                | Senior    |
| 2019–20   | Isaiah Miller        | UNC Greensboro        | Base                   | Junior    |
| 2020–21   | Isaiah Miller (2)    | UNC Greensboro        | Base                   | Senior    |
| 2021–22   | Malachi Smith        | Chattanooga           | Escolta                | Junior    |
| 2022–23   | Jalen Slawson        | Furman                | Alero                  | Graduado  |
| 2023–24   | Vonterius Woolbright | Western Carolina      | Base                   | Senior    |
| 2024–25   | Quimari PetersonC    | East Tennessee State  | Escolta                | Senior    |

## Ganadores por universidad
| Universidad (en SoCon desde)      | Premios | Años                                                                                |
| --------------------------------- | ------- | ----------------------------------------------------------------------------------- |
| Davidson (1936)                   | 13      | 1963, 1964, 1965, 1966, 1969, 1970, 2005, 2008, 2009, 2012 (x2), 2013, 2014         |
| Furman (1936)                     | 13      | 1952, 1953, 1954, 1955, 1956, 1972, 1974, 1975, 1979, 1980, 1998†, 2016, 2017, 2023 |
| East Tennessee State (1978, 2014) | 7       | 1983, 1990†, 1991, 2002†, 2004, 2018†, 2025                                         |
| Chattanooga (1976)                | 6       | 1982, 1992†, 1993, 1994†, 1997, 2022                                                |
| Western Carolina (1976)           | 6       | 1992†, 1994†, 1995, 1996, 1998†, 2024                                               |
| VMI (1924, 2014)                  | 5       | 1977, 1978, 1986, 1987, 2002†                                                       |
| West Virginia (1950)              | 5       | 1957, 1959, 1960, 1962, 1968                                                        |
| Wofford (1997)                    | 4       | 2010†, 2015, 2018†, 2019                                                            |
| College of Charleston (1998)      | 4       | 1999, 2001, 2003, 2011                                                              |
| Appalachian State (1971)          | 3       | 1981, 2000, 2010†                                                                   |
| The Citadel (1936)                | 3       | 1976, 1984, 1985                                                                    |
| Marshall (1976)                   | 3       | 1988, 1989, 1990†                                                                   |
| UNC Greensboro (1997)             | 3       | 2007, 2020, 2021                                                                    |
| Richmond (1936)                   | 2       | 1967, 1973                                                                          |
| William & Mary (1936)             | 2       | 1961, 1971†                                                                         |
| Duke (1928)                       | 1       | 1952                                                                                |
| East Carolina (1964)              | 1       | 1971†                                                                               |
| Georgia Southern (1991)           | 1       | 2006                                                                                |
| Washington & Lee (1921)           | 1       | 1958                                                                                |
| Elon (2003)                       | 0       | —                                                                                   |
| Mercer (2014)                     | 0       | —                                                                                   |
| Samford (2008)                    | 0       | —                                                                                   |